# Коларж, Петр
Петр Коларж (чеш.  Petr Kolář; 27 сентября 1962, Ческе-Будеёвице, ЧССР) — чешский государственный и дипломатический деятель.

## Биография
В 1986 году окончил факультет искусств Карлова университета по специальности фольклористика и этнография. В 1986 по 1987 год работал в Институте этнографии и фольклористики Чехословацкой академии наук. Позднее, став неудобным коммунистическим властям, работал на рабочих профессиях. Был советником Вацлава Гавела.
В 1988—1989 годах служил в армии. Затем стал сотрудником исследовательского центра мира и разоружения Чехословацкой академии наук. В 1990—1992 годах на исследоваьельской работе в Институте современной истории Чехословацкой академии наук, в следующем году — в Институте стратегических исследований Министерства обороны. Занимался журналистикой.
С 1993 года работал на разных должностях в Министерстве иностранных дел Чехии.
С 1996 по 1998 год был посолом Чехии в Швеции. В 1999—2003 году — посол в Ирландии. С 1 сентября 2003 года по 12 октября 2005 года был заместителем министра иностранных дел по двусторонним отношениям. Затем с 2005 до конца июня 2010 года — посол Чешской Республики в Соединённых Штатах Америки.
В 2010—2012 годах — посол Чехии в России. С 2013 года работал в международной инвестиционно-финансовой группе PPF в качестве директора по международным отношениям, отвечал за азиатские рынки.
С 2014 года работает с американской юридической фирмой Squire Patton Boggs и аналитическим центром европейских ценностей.
В 2019 году вместе с генералом П. Павлом основал «Ассоциацию за безопасное будущее» (Pro bezpečnou budoucnost).
Интересы — международная политика, спорт, литература, история, изобразительное искусство. Женат, имеет двоих детей.